# A1 (밴드)
A1은 보이 밴드이다.